# الملحمة (المخادر)

تعديل مصدري - تعديل

الملحمة هي إحدى قرى عزلة السحول بمديرية المخادر التابعة لمحافظة إب، بلغ تعداد سكانها 245 نسمة حسب تعداد اليمن لعام 2004.